# Frédérique Kussel

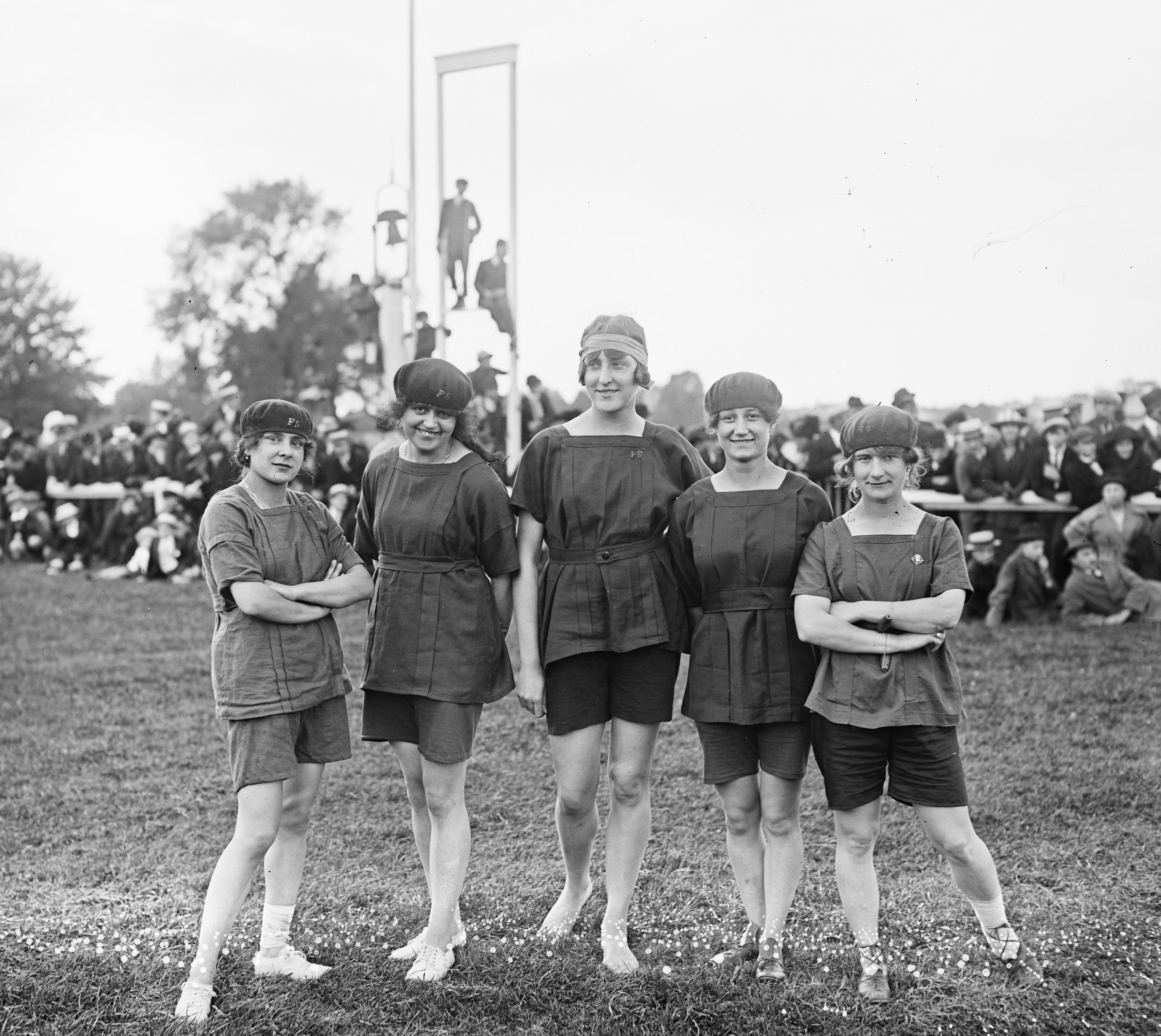
Fémina Sport 1920, (vä-hö) Lucie Bréard, Jeanne Janiaud, Frédérique Kussel, Thérèse Brulé, Germaine Delapierre.

Jeanne Suzanne Frédérique Kussel (även Kusel, Kuzel och Küsel), född 30 januari 1900 i Paris, död 23 oktober 1992 i Moret-sur-Loing, Île-de-France, var en fransk friidrottare med hoppgrenar som huvudgren. Kussel var en pionjär inom damidrott, hon var världsrekordhållare, flerfaldig fransk mästare och blev guldmedaljör vid den första damolympiaden 1921.

## Biografi
Frédérique Kussel föddes 1900 i Paris i norra Frankrike. Under ungdomstiden var hon aktiv friidrottare och gick med i kvinnoidrottsföreningen "Fémina Sport" (grundad 1912) i Paris. Hon tävlade för klubben under hela sin aktiva tid. Hon tävlade främst i höjdhopp men även i häcklöpning, längdhopp, kulstötning och spjutkastning.
1918 deltog hon i sina första franska mästerskap (Championnats de France d'Athlétisme - CFA). Under tävlingarna 7 juli på Jean-Bouinstadion i Paris tog hon silvermedalj i längdhopp utan ansats efter Suzanne Liébrard och slutade på  6.e plats i höjdhopp.
1919 blev hon silvermedaljör i höjdhopp och tog brons i både längdhopp utan ansats och kulstötning vid tävlingar 29 juni på Stade Jean-Bouin.
1920 blev hon fransk mästare i längdhopp utan ansats och spjutkastning (dåtidens resultat baserades på två-hands kast, varje tävlande kastade dels med höger hand och dels med vänster hand, därefter adderades respektive bästa kast till ett slutresultat vid tävlingar) 11 juli på Stade Elizabeth i Paris. Hon tog även silvermedalj i höjdhopp efter Thérèse Brulé, bronsmedalj i längdhopp och slutade på en 5.e plats i kulstötning.
1921 deltog Kussel vid Damolympiaden 1921i Monaco där hon tog guldmedalj i höjdhopp. Hon tävlade även i kulstötning dock utan att nå medaljplats. Den 7 augusti 1921 satte hon världsrekord i stafettlöpning 10 x 100 meter (med bland andra Kussel som 7.e löpare) med tiden 2:23,2 minuter vid klubbtävlingar i Paris.
1922 deltog Kussel vid Damspelen 1922 i Monte Carlo där hon tog bronsmedalj i höjdhopp (delad med Alice De Pauw och Ivy Lowman).
Senare drog hon sig tillbaka från tävlingslivet.